# Östra Tunhems socken
Östra Tunhems socken i Västergötland ingick i Gudhems härad, ingår sedan 1974 i Falköpings kommun och motsvarar från 2016 Östra Tunhems distrikt.
Socknens areal är 7,65 kvadratkilometer varav 7,64 land. År 2000 fanns här 142 invånare. Sockenkyrkan Östra Tunhems kyrka ligger i socknen.

## Administrativ historik
Socknen har medeltida ursprung. Före den 1 januari 1886 (ändring enligt beslut den 17 april 1885) var namnet Tunhems socken..
Vid kommunreformen 1862 övergick socknens ansvar för de kyrkliga frågorna till Tunhems församling och för de borgerliga frågorna bildades Tunhems landskommun. Landskommunen uppgick 1952 i Gudhems landskommun som 1974 uppgick i Falköpings kommun. Församlingen uppgick 2006 i Gudhems församling.
1 januari 2016 inrättades distriktet Östra Tunhem, med samma omfattning som församlingen hade 1999/2000. 
Socknen har tillhört län, fögderier, tingslag och domsagor enligt vad som beskrivs i artikeln Gudhems härad. De indelta soldaterna tillhörde Västgöta regemente, Gudhems kompani.

## Geografi
Östra Tunhems socken ligger nordväst om Falköping med Mösseberg i söder. Socknen är odlad slättbygd med kuperad skogsbygd i söder.

## Fornlämningar
Två hällkistor från stenåldern är funna. Från bronsåldern finns gravrösen och stensättningar, från järnåldern ett gravfält.

## Namnet
Namnet skrevs 1320 Tunem och kommer från kyrkbyn. Efterleden är hem, 'boplats; gård'. Förleden är tun, '(in)hägnad'.